# NGC 6032
NGC 6032 (również PGC 56842 lub UGC 10148) – galaktyka spiralna z poprzeczką (SBb), znajdująca się w gwiazdozbiorze Herkulesa. Odkrył ją Édouard Jean-Marie Stephan 9 czerwca 1880 roku.